# 科里山
70°27′S 64°36′E / 70.450°S 64.600°E
科里山（英語：Corry Massif）是南極洲的山峰，位於麥克羅伯特森地，屬於查爾斯王子山脈中波爾托斯山脈的一部分，處於克羅恩山西北面6公里，該山峰根據澳大利亞探險隊的空中照片被繪入地圖。